# Agim Canaj
Nezaměňovat s jugoslávským fotbalistou kosovského původu jménem Agim Cana.
Agim Canaj (* 14. července 1962 Tirana) je bývalý albánský fotbalový obránce a reprezentant, později fotbalový trenér. Během aktivní hráčské kariéry působil v Albánii v klubu KS Dinamo Tirana a v Rumunsku v mužstvu FC Brașov.

## Klubová kariéra
- KS Dinamo Tirana 1985–1991[1]
- FC Brașov 1991–1994

## Reprezentační kariéra
V A-mužstvu Albánie debutoval 30. 3. 1991 v kvalifikačním utkání v Paříži proti reprezentaci Francie (porážka 0:5). Byla to zároveň i jeho derniéra v albánském národním dresu.

## Trenérská kariéra
Po ukončení hráčské kariéry se dal na trenérskou dráhu, vedl jako hlavní kouč celou řadu klubů v Albánii.